# Pleurodynia
Pleurodynia (ból opłucnowy) – gwałtowny ból, umiejscowiony zwykle z boku klatki piersiowej, nasilający się przy ruchach, wynikający z podrażnienia opłucnej. Może towarzyszyć zatorowości płucnej (wyklucza wtedy masywną postać), zapaleniu płuc, gruźlicy, chorobom nowotworowym i reumatycznym. Jest jednym z objawów choroby bornholmskiej.